# Szadłowice
Szadłowice – wieś w Polsce położona w województwie kujawsko-pomorskim, w powiecie inowrocławskim, w gminie Gniewkowo.

## Podział administracyjny
W latach 1975–1998 miejscowość administracyjnie należała do województwa bydgoskiego.

## Demografia
Według Narodowego Spisu Powszechnego (III 2011 r.) wieś liczyła 410 mieszkańców. Jest piątą co do wielkości miejscowością gminy Gniewkowo.

## Zabytki
Według rejestru zabytków NID na listę zabytków wpisany jest kościół parafialny pw. św. Bartłomieja, 1890-91, nr rej.: A/495 z 12.04.2005.

## Sport
W Szadłowicach ma swoją siedzibę klub piłkarski Mikrus Szadłowice działający 16 lipca 2010. Klub rozgrywa mecze (stadion o pojemności 250 osób, w tym: 52 miejsc siedzących) z sukcesami w B klasie, grupa V, rozgrywek Kujawsko-Pomorskiego Związku Piłki Nożnej. Największym sukcesem drużyny jest zajęcie 1. miejsca w sezonie 2011/2012 (22 mecze, 57 pkt, bilans: 18-3-1). Zespół zrezygnował jednak z awansu do A klasy, w związku z czym awans ten (z 2. miejsca) uzyskała Orłowianka Orłowo. W sezonie 2018/2019 drużyna prowadzona przez Dariusza Semenowicza występuje w A-klasie grupa II Bydgoszcz.

## Zdrowie i OSP
Na terenie Szadłowic znajduje się ośrodek zdrowia i remiza ochotniczej straży pożarnej.

## Osoby związane z Szadłowicami
Miejsce narodzin Sługi Bożego Ignacego Posadzego (1898-1984).

## Drogi
W pobliżu Szadłowic, znajduje się istniejący jeszcze fragment drogi brukowanej wiodącej do lasu. W roku 2005, w miejscowości nastąpiła całkowita zmiana nawierzchni na drodze krajowej nr 15, w tym czasie wybudowano szeroki i bezpieczny chodnik po obydwu stronach jezdni, przez całą długość wioski.